# Petropawliwka (rejon berysławski)
Petropawliwka (ukr. Петропавлівка) – wieś na Ukrainie, w obwodzie chersońskim, w rejonie berysławskim. W 2001 liczyła 722 mieszkańców, spośród których 698 posługiwało się językiem ukraińskim, 14 rosyjskim, 1 mołdawskim, 8 ormiańskim, a 1 innym.